# Ophiura flexibilis
Ophiura flexibilis is een slangster uit de familie Ophiuridae.
De wetenschappelijke naam van de soort werd in 1911 gepubliceerd door René Koehler.